# Swalmen
Pronunciação
Swalmen é uma aldeia e uma antiga comuna dos Países Baixos da província do Limburgo.
Desde em 1 de janeiro de 2007, o município de Swalmen foi unificado ao município de Roermond.